# 22723 Edlopez
22723 Edlopez è un asteroide della fascia principale. Scoperto nel 1998, presenta un'orbita caratterizzata da un semiasse maggiore pari a 2,6068122 UA e da un'eccentricità di 0,0789154, inclinata di 8,40592° rispetto all'eclittica.